# مرض الإيدز في إفريقيا
| أكثر من 15% 5-15% 2-5% 1-2% 0.5-1% 0.1-0.5% غير متاح |

انتشار فيروس نقص المناعة المكتسب / الإيدز في إفريقيا (السكان الذين تتراوح أعمارهم 15-49) ، في عام 2011)

فيروس نقص المناعة المكتسب / الإيدز هو مصدر قلق كبير وسبب للوفاة في أجزاء كثيرة من إفريقيا. رغم أن القارة تضم نحو 15.2% من سكان العالم فإن جنوب الصحراء الكبرى في إفريقيا تمثل نحو 69% من مرضى نقص المناعة المكتسب، و 70 في المئة من مجموع وفيات الإيدز في عام 2011.
في دول شمال إفريقيا لديهم أقل معدلات المرض انتشارا، حيث أن سكانها يشاركون عادة في أنماط ثقافية التي تقلل من انتشار المرض وذلك عكس ما قامت به دول الصحراء الكبرى في إفريقيا. إفريقيا الجنوبية هي المنطقة الأكثر تضررا في القارة. اعتبارا من عام 2011، أصاب فيروس نقص المناعة المكتسب لا يقل عن 10% من السكان في بوتسوانا وليسوتو وملاوي وموزامبيق وناميبيا وجنوب إفريقيا وسوازيلاند وزامبيا وزيمبابوي.
ولذلك، تم إطلاق عدد من المبادرات في مختلف أنحاء القارة لتثقيف الجمهور بشأن فيروس نقص المناعة المكتسب / الإيدز.
ومن بين هذه البرامج PSI ، وتعتبر هذه المبادرة الأكثر فعالية، والامتناع عن ممارسة الجنس واستخدام الواقي الذكري، وبرامج التوعية في مؤسسة فيروس نقص المناعة المكتسب لديزموند توتو.
ووفقا لتقرير خاص سنة 2013 الصادر عن برنامج الأمم المتحدة المشترك المعني بفيروس العوز المناعي البشري/الإيدز، أن عدد الأشخاص المصابين بفيروس الإيدز في إفريقيا يتلقون العلاج في عام 2012 أكثر من سبعة أضعاف عدد من يتلقون العلاج في عام 2005. في عام 2011 كان عدد الوفيات في جنوب الصحراء الكبرى 15 حالة وفاة أقل بنسبة 33 في المائة من العدد في عام 2005 بلغ عدد الإصابات الجديدة بالفيروس في جنوب الصحراء الكبرى بافريقيا في عام 2011 أقل بنسبة 25٪ في عام 2001 

## لمحة عامة
في مقال حمل عنوان «تأثير فيروس نقص المناعة المكتسب في إفريقيا»، كتبت المنظمة الخيرية AVERT:
فيروس نقص المناعة المكتسب... قد تسببَ بمعاناة عدد هائل من البشر في القارة. والذي لم يقتصر على المرض والموت بل تأثر القطاع الصحي؛ الأسر والمدارس وأماكن العمل والحياة الاقتصادية تأثرا كبيرا.
في دول جنوب الصحراء الكبرى بإفريقيا كان مرضى الإيدز يحتلون نصف أسرة المستشفيات وقد تأثر عدد كبير من المتخصصين في الرعاية الصحية بشكل مباشر بوتسوانا، على سبيل المثال، فقدت 17% من القوى العاملة في الرعاية الصحية لها بسبب الإيدز بين عامي 1999 و 2005.
حصيلة فيروس العوز المناعي البشري/الإيدز على الأسر كانت شديدة جدا، وغالبا ما كانت أفقر قطاعات المجتمع الأكثر عرضةً للمرض، وكان المرض في كثير من الحالات، يتسبب في حل العائلة، حيث يموت الآباء ويتم إرسال الأطفال إلى أقاربهم للحصول على الرعاية والتنشئة. وليس ذلك فحسب فقد كان يجرد المرضى من أموالهم مما زاد من الفقر.
وأضاف الوباء إلى انعدام الأمن الغذائي، كما تم إهمال العمل الزراعي أو التخلي عنها بسبب المرض.
في كل الحالات تقريبا، كان عبء المواجهة على عاتق النساء، فإذا مرض أحد أفراد الأسرة، كان دور المرأة في مجال الرعاية ثم كيفية الحصول على المال عن طريق الخدم في المنازل أيضا.
كبار السن كانو من أشد الناس ضررا بالوباء، فكثير منهم كان مطالب برعاية أبناءه من المرضى.
ولقد عانى الأطفال كثيرا أيضا، فلم يقتصر الأمر على كبار السن أو دور المرأة في مواجهه المرض، فعند مرض رب الأسرة كان يتوجب على الطفل السعى للرزق، والحصول على الغذاء، والرعاية الكاملة لأفراد أسرتة. وكان الأطفال في إفريقيا الأكثر تيتما من أي مكان أخر في العالم بسبب مرض الإيدز.
فيروس نقص المناعة المكتسب / الإيدز كان له أثر مدمر في حياة المعلمين في البلدان الإفريقية، فقد كان مرض أو موت مدرس كان بمثابة كارثة حيث كانت تعتمد المدارس بشكل كبير على واحد أو اثنين فقط من المدرسين، في تنزانيا، على سبيل المثال، في عام 2006 أشارت الحسابات إلى أن هناك حاجة لحوالي 45,000 معلم إضافي لتعويض أولئك الذين لقوا حتفهم أو ترك العمل بسبب فيروس نقص المناعة المكتسب....
وكان تأثير الايدز على الشركات واضحا وذلك بتقليص الإنتاجية، إضافة التكاليف، تحويل الموارد الإنتاجية، واستنفاذ المهارات.
في كثير من بلدان جنوب الصحراء الكبرى بافريقيا، قد محى الايدز من متوسط عمر الفرد المتوقع، أكبر زيادة في الوفيات كانت بين البالغين الذين تتراوح أعمارهم بين 20 و 49 عاما. هذه المجموعة تمثل الآن 60٪ من مجموع الوفيات في جنوب الصحراء الكبرى بافريقيا، فقد ضرب الايدز البالغين في سنواتهم الأكثر إنتاجا اقتصاديا، وأزال أيضا الأشخاص القادرين على حل ذلك الوباء.
ومع ذلك كله قدأ بدأ الأمل يشع من جديد، فقد تم توسيع فرص الحصول على العلاج في جميع أنحاء القارة، ولكن من سوء الحظ ان معظم المرضى الأكثر احتياجا للعلاج لا يتوفر لهم الحصول عليه، وهناك بعض البلدان التي ما زالت تعانى من نقص حملات التوعية.
| المناطق                        | متوسط عمر البالغين المصابين بالمرض (ما بين 15–49) | المرضى الأحياء | عدد الوفيات | المرضى حديثا |
| ------------------------------ | ------------------------------------------------- | -------------- | ----------- | ------------ |
| في جميع أنحاء العالم           | 0.8%                                              | 34,000,000     | 1,700,000   | 2,500,000    |
| جنوب الصحراء الكبرى في إفريقيا | 4.9%                                              | 23,500,000     | 1,200,000   | 1,800,000    |
| جنوب وجنوب شرق آسيا            | 0.3%                                              | 4,000,000      | 250,000     | 280,000      |
| أوروبا الشرقية وآسيا الوسطى    | 1.0%                                              | 1,400,000      | 92,000      | 140,000      |
| شرق اسيا                       | 0.1%                                              | 830,000        | 59,000      | 89,000       |
| أمريكا اللاتينية               | 0.4%                                              | 1,400,000      | 54,000      | 83,000       |
| الشرق الأوسط وشمال إفريقيا     | 0.2%                                              | 300,000        | 23,000      | 37,000       |
| أمريكا الشمالية                | 0.6%                                              | 1,400,000      | 21,000      | 51,000       |
| منطقة البحر الكاريبي           | 1.0%                                              | 230,000        | 10,000      | 13,000       |
| أوروبا الغربية والوسطى         | 0.2%                                              | 900,000        | 7,000       | 30,000       |
| أوقيانوسيا                     | 0.3%                                              | 53,000         | 1,300       | 2,900        |

## أصول فيروس العوز المناعي البشري/الإيدز في إفريقيا

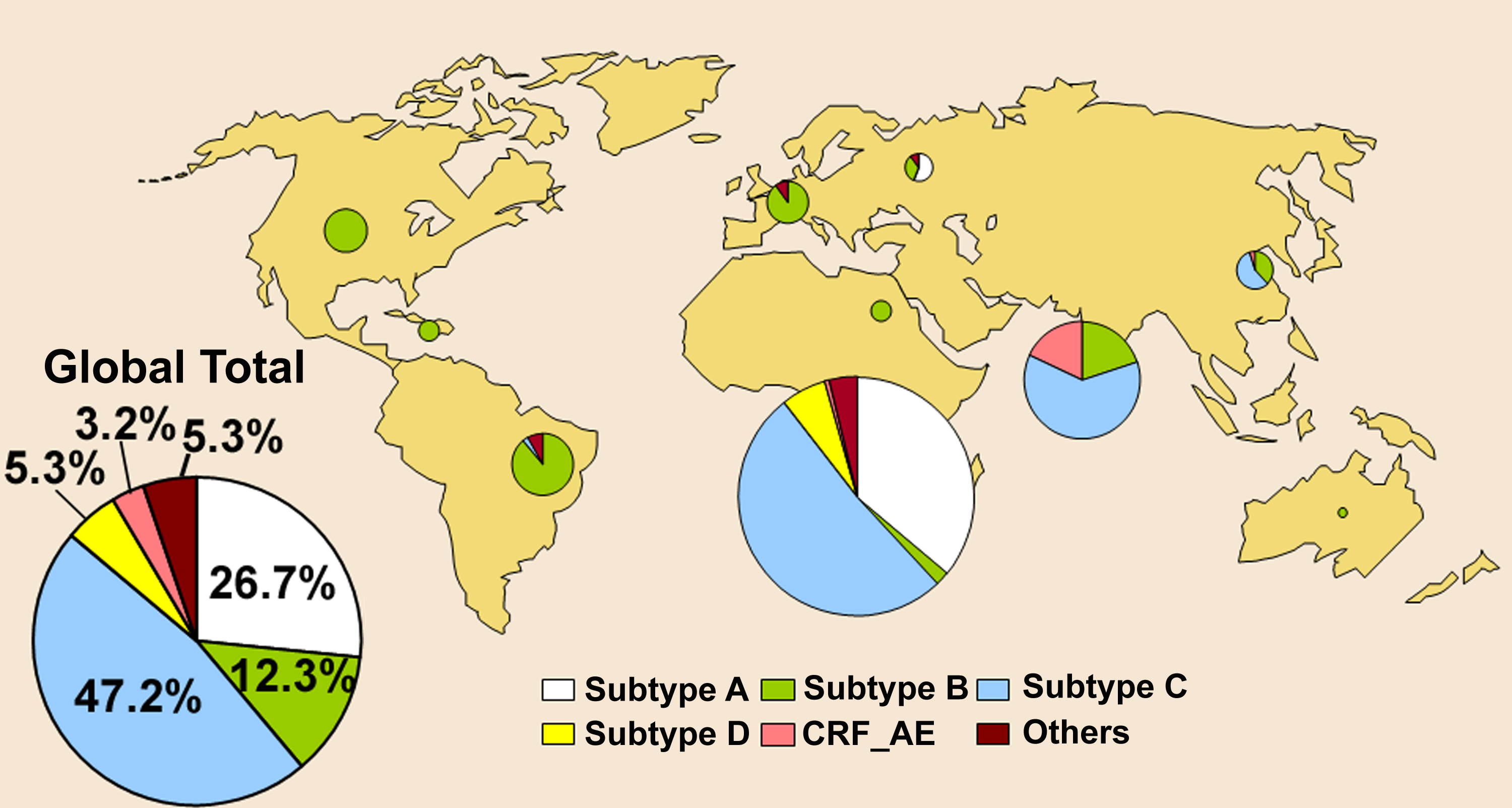
انتشار نوعية HIV-1 عام 2002

قد تم ربط أوائل الحالات المعروفة من الإصابة بفيروس نقص المناعة المكتسب في غرب إفريقيا الاستوائية، وربما في الكاميرون الجنوبي الشرقي حيث يعيش مجموعة من الشمبانزي، حيت أن جميع الأنواع الفرعية لفيروس العوز المناعي البشري سلالات معروفة لتصيب البشر، بما في ذلك فيروس نقص المناعة المكتسب -1 مجموعة M، N و O، ويرتبط هذا المرض بسبب الاستهلاك البشرى من لحم الشمبانزي بعد قتله.
تتضمن الفرضيات الحالية أنه بمجرد أن فيروس قفز من الشمبانزي أو القرود الأخرى للبشر، فقد ساعدت الممارسات الطبية الاستعمارية من القرن العشرين على انتشار فيروس نقص المناعة المكتسب في التجمعات البشرية عام 1930  الفيروس على الأرجح انتقل من القرود إلى البشر عندما حدث اتصال بين الصيادين مع دم القرود المصابة. ثم نقل الصيادون مرض نقص المناعة المكتسب إلى غيرهم من البشر من خلال تلوث السوائل الجسدية. وتعرف هذه النظرية باسم «نظرية لحوم الطرائد.»
ساهم فيروس نقص المناعة المكتسب في قفزة بعد المدن الريفية من العزلة وسرعة التحول إلى الحضر وقد وقع ذلك في القرن العشرين. وكان هناك العديد من الاسباب التي أدت إلى انتشار المرض في إفريقيا. وكان أكثرهم هو الفقر الذي يؤثر بشكل كبير على الحياة اليومية للأفارقة. ففى كتاب «الاخلاق والإيدز في إفريقيا» وصف ان الفقر كان يساير الأثار الجانبية للمرض، كما كانت الدعارة قليلة جدا (أي الحاجة لبيع الجنس من أجل البقاء على قيد الحياة) وسوء ظروف المعيشة والتعليم والصحة والرعاية الصحية، كان أحد الأسباب التي أدت إلى انتشار فيروس نقص المناعة المكتسب / الإيدز.
ويعتقد الباحثون أن نقص المناعة المكتسب ينتشر تدريجيا عن طريق السفر عبر الأنهار. جميع الأنهار في الكاميرون تصب في نهر سانغا، الذي ينضم إلى نهر الكونغو في جمهورية الكونغو الديمقراطية. التجارة على طول الأنهار يمكن أن تقوم بنشر الفيروس الذي تراكمت ببطء في البشر. في 1960، حوالي 2000 شخص في إفريقيا ربما أصيب بفيروس نقص المناعة المكتسب، ، بما في ذلك الناس في كينشاسا التي تم أخذ عينة من أنسجتهم من 1959 و 1960 تم الحفاظ عليها لدراستها. ويعتقد أن هذا أول وباء من فيروس نقص المناعة المكتسب / الإيدز وقعت في كينشاسا في 1970، وأشار إلى الارتفاع الكبير في الإصابات الانتهازية مثل التهاب السحايا، ساركوما كابوزي، والسل، والالتهاب الرئوي

## نشأة المرض
على الرغم من أن العديد من الحكومات في جنوب الصحراء الكبرى بافريقيا نفت أن تكون هناك مشكلة لسنوات، بدأوا الآن للعمل على التوصل إلى حلول.
كان يعتقد في البداية أن مرض الايدز مرض المثليين ومدمنى المخدرات، ونتيجة لذلك، العاملين في مكافحة فيروس نقص المناعة المكتسب بدأو التأكيد على جوانب مثل منع انتقال العدوى من الأم إلى الطفل، بدلا من التشديد على الحاجة لمنع انتقال المرض من خلال الممارسات الجنسية غير الآمنة أو حقن المخدرات. أدى هذا التغيير في التركيز في المزيد من التمويل، ولكن لم يكن فعالا في الوقاية من ارتفاع حاد في معدل انتشار فيروس نقص المناعة المكتسب.
وقد تحسنت الاستجابة العالمية لفيروس نقص المناعة المكتسب /الإيدز بشكل كبير في السنوات الأخيرة. ويأتي التمويل من مصادر عديدة، أكبرها هي الصندوق العالمي لمكافحة الإيدز والسل والملاريا.
ووفقا لبرنامج الأمم المتحدة المشترك المعني بفيروس نقص المناعة المكتسب / الإيدز، ارتفع عدد الأشخاص المتلقين للعلاج ما بين مليون إلى 7.1 مليون بين عامي 2005 و 2012، أي بزيادة 805٪. وعولج مليون من هؤلاء المرضى تقريبا في عام 2012. وكان عدد الناس المصابين بفيروس الإيدز في جنوب إفريقيا الذين تلقوا هذا العلاج في عام 2011 أعلى 75.2 في المئة من العدد في عام 2009.
بالإضافة إلى ذلك، بلغ عدد الوفيات المرتبطة بالإيدز في عام 2011 في إفريقيا ككل، وجنوب الصحراء الكبرى وحدها 32 في المئة أقل من العدد في عام 2005. بلغ عدد الإصابات الجديدة بالفيروس في إفريقيا في عام 2011 أيضا أقل 33 في المئة من عدد عام 2001، مع «تخفيض 24٪ في الإصابات الجديدة بين الأطفال 2009-2011» ووفقا لبرنامج الأمم المتحدة المشترك، قد أدت هذه النجاحات من «قيادة قوية وتقاسم المسؤولية في إفريقيا وبين المجتمع الدولي.»

## الوقاية من العدوى بفيروس نقص المناعة المكتسب

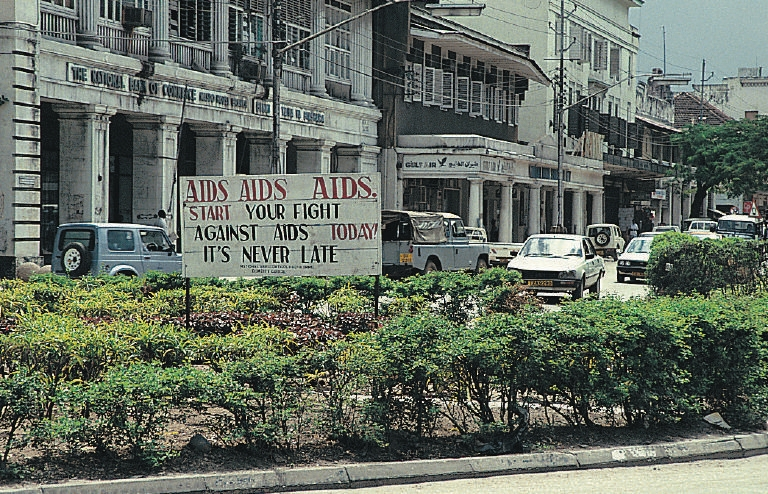
علامة توعية ضد مرض الايدز في تنزانيا

يرجع انتشار مرض المناعة المكتسب / الايدز إلى عدة عوامل مثل عدم فهم المرض، عدم الحصول على العلاج، مع العلم ان مرض الايدز غير قابل للشفاء. عندما أصبح فيروس نقص المناعة المكتسب / الإيدز مرض عالمي، قالت القادة الأفارقة أنه مرض مثلي الجنس وجد فقط في الغرب والأفارقة لم يكن لديهم ما يدعو للقلق بسبب عدم وجود مثليون جنسيا ومثليات في إفريقيا". وكان الافارقة لا يعلمون الانتشار الخطير الذي قد وصل اليه الوباء في بلدهم، فالاعتقاد أن المرض لا يتواجد الا مع المثليين جنسيا، بدأ المرض بالانتشار في العديد من الازواج الطبيعيين، وكانت هناك شائعات أخرى التي انتشرت عن طريق شيوخ في الكاميرون. وتكهن هؤلاء "المشايخ أن فيروس نقص المناعة المكتسب/الإيدز ينتقل من النساء المصابة بالمرض إلى الرجال فقط عن طريق الاتصال الجنسي. وقد ساد هذا الاعتقاد من قبل العديد من الثقافات الإفريقية الأخرى أن مرض نقص المناعة المكتسب نشأ من النساء، وبسبب هذا الاعتقاد فلا يتم اصابة رجل سليم الا بسبب امرأة، ولذلك كان العديد من النساء يخافون من أن يخبرو بمرضهم خوفا من العنف الذي سيتعرضون اليه. بشكل عام يحمل فيروس نقص المناعة المكتسب وصمة عار في إفريقيا جنوب الصحراء الكبرى. فلا يتكلم المرضى عن اصابتهم لأنهم يخشون من كون المرض يتم تفرقته عن أصدقائه وعائلته. وقد وصف ان الإيدز هو مرض الموت. والاعتقاد السائد هو أنه بمجرد أن يكون لديك فيروس نقص المناعة المكتسب فانت في طريق الموت بلا شك. فقد عزل الناس أنفسهم على تلك المعتقدات، والمشكلة الحقيقة كانت على جهل الناس باسباب انتشار المرض أو حتى أثار ذلك المرض على الجسم، حيث أن «80.8٪ من المشاركين لا ينامون في نفس الغرفة مع شخص مصاب بفيروس الايدز، في حين أن 94.5٪ لا يتحدثون إلى شخص مصاب بهذا الفيروس».
على المستوى الفردي، الأشخاص المصابون بفيروس نقص المناعة المكتسب / الإيدز في جنوب الصحراء الكبرى بإفريقيا من المرجح أنهم يريدون إخفاء هويتهم كلما أمكن ذلك من أجل الحصول على هذه المكافآت المرتبطة مع وجود هوية«عادية». هذه المكافآت تشمل: الحرية الجنسية، وتجنب التمييز وتجنب رفض الأسرة أو المجتمع، وتجنب فقدان وظيفة واحدة أو الإقامة، وتجنب فقدان واحد من الشركاء الجنسيين. وتشمل المكافآت المحتملة الأخرى التي تعتبر طبيعية تجنب ارتباطهم المجون والدعارة، وتجنب العزلة العاطفية والاجتماعية والبدنية وتجنب توجيه اللوم على المريض.

### برامج الوقاية من المرض
برنامج الأمم المتحدة المشترك المعني بفيروس نقص المناعة المكتسب / الإيدز يحدد برامج الوقاية على النحو التالي:
استخدام مزيج من التدخلات الطبيعة، التعديلات السلوكية، لتلبية احتياجات الوقاية من هذا الفيروس للأفراد والمجمتعات. وبذلك يكون هناك نقص كبير في وجود مرضى جدد بهذا الفيروس عن طريق البرامج المخصصة للاحتياجات ولعناية الظروف الوطنية والمحلية، ويتم ذلك بالاستمرار على مستويات متعددة في وقت واحد «على مستوى الفرد-العلاقات الاسرية وغيرها-المجتمع» وعلى مدى فترة كفاية من الزمن. ولكن جهود الوقاية حتى الآن قد ركزت بشكل كبير على الحد من المخاطر الفردية، مع جهود أقل لمعالجة العوامل الاجتماعية التي تزيد من التعرض لفيروس نقص المناعة المكتسب. ... برنامج الأمم المتحدة المشترك يضع التدخلات الهيكلية - بما في ذلك برامج لتعزيز حقوق الإنسان، لإزالة القوانين العقابية التي تعوق الاستجابة لمرض الإيدز، ومكافحة عدم المساواة بين الجنسين.
«أجمعت الأوساط العلمية ان الوقاية الحقيقة من فيروس الايدز هو الإخلاص والعفة في الحياة الزوجية واستخدام الواقي الذكري،» أوغندا قامت بتغيير وسائل الوقاية من المرض وذلك بسبب زيادة معدلات المرضى بفيروس الايدز. وكان معظم هؤلاء المرضى على علاقات طويلة الأمد مع أكثر من شريك جنسى واحد.
في نيجيريا،
كان هناك نتيجة مختلفة إلى حد ما في الدراسة من الشبان النيجيريين الذين تتراوح أعمارهم بين 15 و 24، ومعظم المتزوجين، الذين يعيشون في المدينة والعمل في وظائف شبه متميزة، فكانت الوقاية الامثل (أ-ب-ج)«المقصود بها العفة والإخلاص والواقي الذكري». هي ما تحول بين المرض واصابة افراد جدد، فقد ارتفع استخدام الواقى الذكرى من 64 في المئة إلى 75 في المئة. وكان جودبور الباحث من أبوجا من قدم هذه النتائج.
في كينيا،
ووجدت دراسة من 1400 مراهق كيني قدرا كبيرا من الارتباك حول رسائل أ-ب-ج وقاية، حيث ان نصف المراهقين كانو يفسرون الوقاية «أ» العفة هيى الاساس .. وأن التزام شريك واحد في العملية الجنسية تمنع من انتشار المرض، 13 في المئة فقط يجدون أن استخدام الواقي الذكري في الوقاية من العدوى بفيروس الايدز هو الوقاية والحل الامثل لتفادى ذلك المرض، ولكن وجدت بعض الاراء السلبية حول استخدام الواقى الذكرى بانه امر غير أخلاقى ولا يمكن الاعتماد عليه وفي بعض الحالات كان استخدام الواقى الذكرى لا يمنع حدوث الإصابة بفيروس نقص المناعة المكتسب / الإيدز.
سوازيلاند،
في عام 2010 أعلن أنه تم التخلي عن إستراتيجية «أ-ب-ج» وقاية، لأنها كانت فشلا ذريعا في منع انتشار فيروس نقص المناعة المكتسب. واضاف «إذا نظرتم إلى زيادة فيروس نقص المناعة المكتسب في البلاد في حين كنا تطبيق مفهوم «أ-ب-ج» وقاية كل هذه السنوات، فمن الواضح أن هذه الطريقة ليست هي الحل»، نقلا عن الدكتور ديريك فون ويسل، مدير الاستجابة لحالات الطوارئ الوطنية مجلس فيروس نقص المناعة المكتسب / الإيدز.

### جهود الاتحاد الإفريقي
خلال قمة الاتحاد أبوجا الإفريقي بشأن فيروس نقص المناعة المكتسب / الإيدز في أبريل 2001، أنشأ رؤساء دول ورؤساء حكومات بوتسوانا وإثيوبيا وكينيا ومالي ونيجيريا ورواندا وجنوب إفريقيا، وأوغندا منصة الدعوة . وشكلت هذه المبادرة إلى «تسريع جهود رؤساء الدول والحكومات لتنفيذ التزاماتها لمكافحة فيروس نقص المناعة المكتسب / الإيدز، وتعبئة الموارد الوطنية والدولية المطلوبة» وفي يناير 2012، تم تنشيط الدعوة لتشمل جميع من في إفريقيا وقد تم توسيع أهداف البرنامج ليشمل الملاريا والسل.

### خارطة الطريق على المسؤولية المشتركة والتضامن العالمي لمكافحة الإيدز والسل والملاريا في إفريقيا
في عام 2012، اعتمد الاتحاد الإفريقي خارطة الطريق على المسؤولية المشتركة والتضامن العالمي لمكافحة الإيدز والسل والملاريا في إفريقيا.

وتعرض هذه الخريطة مجموعة من الحلول لتعزيز المسؤولية المشتركة والتضامن العالمي لمكافحة الإيدز .. ويتم تنظيم حلول حول ثلاثة ركائز إستراتيجية: تمويلات متنوعة. الحصول على الأدوية. وتعزيز حكم الصحة. وتحدد خارطة الطريق الأهداف والنتائج والأدوار والمسؤوليات لعقد أصحاب المصلحة عن تحقيق هذه الحلول ما بين عامي 2012 و 2015 .

### منع انتقال فيروس نقص المناعة المكتسب من النساء الحوامل للأطفال
أفاد برنامج الأمم المتحدة المشترك المعني بفيروس نقص المناعة المكتسب / الإيدز أن الدول الإفريقية الستة عشر التالية في عام 2012 «تضمن أن أكثر من ثلاثة أرباع النساء الحوامل المصابات بفيروس نقص المناعة المكتسب تتلقى الدواء المضاد للفيروسات الرجعية لمنع انتقال العدوى إلى طفلها»: بوتسوانا، الغابون، غامبيا، غانا، موريشيوس، موزمبيق، ناميبيا، رواندا، سان تومي وبرينسيبي، سيشيل، سيراليون، جنوب إفريقيا وسوازيلاند وتنزانيا وزامبيا وزيمبابوي.

## أسباب وانتشار المرض
عوامل سلوكية

تم الاستشهاد أن بعض الأنماط السلوكية بأنها هي المسؤولة إلى حد كبير عن انتشار فيروس نقص المناعة المكتسب / الإيدز في جنوب الصحراء الكبرى بإفريقيا مما كانت عليه في أجزاء أخرى من العالم. وذلك بسبب تعدد الشركاء الجنسيين والنشاط الجنسي قبل الزواج. انتقال فيروس الايدز يحدث في الاسابيع الأولى من الإصابة بالفيروس، وتزداد الإصابة بالعدوى عندما يكون هناك أكثر من شريك جنسى، وذلك يعنى أن انتقال المرض بين العاهرات يكون عالى جدا، ومن الثقافة المنتشرة في جنوب الصحراء الكبيرى بإفريقيا وجود العلاقات المتعددة بين الرجال والنساء وذلك ما يعزز من انتشار الفيروس، وبالإضافة إلى ذلك فان الايدز هو السبب الرئيسى للوفاة في جنوب الصحراء الكبيرى بإفريقيا نتيجة لمعدلات انتشار المرض العالية بسبب عدم وجود التعليم، ويموت معظم الأطفال بسبب نقص العلاج في خلال سنة واحدة من المرض.

### عوامل اقتصادية
عدم وجود المال هو التحدي الواضح، على الرغم من أنه يتم توزيع قدر كبير من المساعدات في جميع أنحاء البلدان النامية التي تعانى من ارتفاع معدلات فيروس نقص المناعة المكتسب / الإيدز. وبالنسبة للبلدان الإفريقية مع مؤسسات الرعاية الطبية المتقدمة، وبراءات الاختراع على العديد من الأدوية قد أعاقت القدرة على اتخاذ البدائل منخفضة التكلفة.
الكوارث الطبيعية والصراعات أيضا من التحديات الكبيرة، وبسبب المشاكل الاقتصاية قد يدفع الكثير من الناس بناتهم ونسائهم إلى الجنس كشئ من العمل للحصول على المال لانفسهم أو لاهلهم، وايضا للغذاء والمأوى أو موارد أخرى. حالات الطوارئ يمكن أن تؤدي أيضا إلى زيادة التعرض للإصابة بفيروس نقص المناعة المكتسب من خلال استخدام الجنس كوسيلة لكسب المال، وبالمثل، في منطقة توركانا في شمال كينيا، أدى الجفاف إلى انخفاض في العملاء الذين يستخدمون الجنس لكسب الربح، مما دفع العاملين في مجال الجنس للاسترخاء مطالبهم باستخدام الواقي الذكري، 

### عوامل صحية
في جنوب الصحراء، كان الأفارقة دائما يقدرون قيمة الحياة الصحية لانها لازمة لاستمرار ونمو نسبهم، وبدون الصحة لن تكون ثقافة الأفارقة قادرة على التقدم والنمو، ولكن مع الأسف فقد امتلأت الخدمات الصحية بالمرضى مع نقص في الممرضين بالإضافة أن العقاقير كانت مكلفة للغاية باستثناء عدد قليل جدا من الأثرياء المرضى. ومع الزيادة الكبيرة في عدد المرضى، كان هناك عدد قليل بالفعل من الأطباء، وجنوب الصحراء الكبرى بإفريقيا «لديها 11 في المئة من سكان العالم ولكنها تحمل 24٪ من عبء المرض العالمي. وأقل من 1٪ من النفقات الصحية العالمية و3 في المئة فقط من العاملين في مجال الصحة في العالم».
.

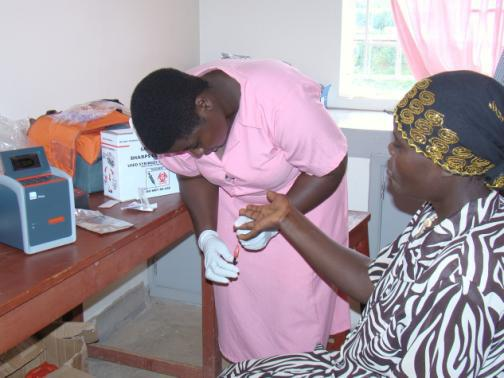
قياس عدد خلايا CD4 بمريضة مصابة بفيروس نقص المناعة المكتسب في مركز صحى في أوغندا

عندما تمرض عائلة بأكملها بفيروس نقص المناعة المكتسب، أو أي أمراض أخرى، تقوم الاسرة ببيع معظم ممتلكاتها من أجل توفير الرعاية الصحية لأفرادها، هناك نقص في المعدات الطبية في العديد من البلدان الإفريقية. العديد من العاملين في مجال الرعاية الصحية أيضا غير متوفرين، ويرجع ذلك إلى عدم وجود تدريب من قبل الحكومات لتوفير الخدمة الصحية المتكاملة.
ولسوء الحظ، فإن العديد من الأفراد الذين يحصلون على شهادة الطب في نهاية المطاف يتركون جنوب الصحراء الكبرى بإفريقيا للعمل في الخارج «إما هربا من عدم الاستقرار أو ظروف عمل أفضل ورواتب أعلى». العديد من المجتمعات محدودة الدخل تكون بعيدة جدا عن أماكن تلقى العلاج وهم غير قادرين على تكلمة التنقل إلى أماكن العلاج أو حتى سعر العلاج نفسه، «الرعاية الصحية في إفريقيا تختلف على نطاق واسع، تبعا للبلد المعني، وكذلك المنطقة - أولئك الذين يعيشون في المناطق الحضرية أكثر عرضة لتلقي خدمات صحية أفضل من تلك الموجودة في المناطق الريفية أو النائية». حاليا العلاج المضاد للفيروسات هو الأقرب إلى العلاج. ومع ذلك، العديد من المستشفيات تفتقر إلى الأدوية المضادة للفيروسات التي تكفي لعلاج الجميع. قد يكون هذا لأن معظم البلدان الإفريقية الواقعة بجنوب الصحراء الكبرى تستثمر «اقل من 1-4 دولار للفرد الواحد، ولذلك تكون المساعدات الخارجية هي المصدر الرئيسي لتمويل الرعاية الصحية». العديد من المنظمات في الخارج هي مترددة جدا لإعطاء الأدوية المضادة للفيروسات القهقرية إلى إفريقيا جنوب الصحراء لأنها مكلفة، الاعتماد على دول أخرى للمساعدة بشكل عام يتطلب المزيد من العمل الورقي والإيمان في بلد آخر على أن تقدم لهم يد المساعدة. وتوفير الأدوية وغيرها من المساعدات يأخذ الكثير من الوقت يمتد لسنوات لتصل إلى أيدي الذين يحتاجون إلى المساعدة.

### الختان
وفقا لتقرير صدر عام 2007، ارتبط ختان الذكور وختان الإناث إحصائيا مع زيادة في معدل الإصابة بفيروس نقص المناعة المكتسب بين الإناث في كينيا والذكور في كينيا، ليسوتو، وتنزانيا. «من بين المراهقين، بغض النظر عن الخبرة الجنسية، ارتبط الختان ارتباط كبيرا باصابة الفرد بالفيروس ام لا.» حيث أن البالغين المختونين إحصائيا أقل من المرجح أن يكون فيروس نقص المناعة المكتسب إيجابيا من نظرائهم غير المختونين، وخاصة بين الفئات العمرية الأكبر سنا.
عام 2005 كان ختان الذكور «يوفر قدرا من الحماية ضد الإصابة بالعدوى بفيروس نقص المناعة المكتسب ، أي ما يعادل فعالية ناجحة للقاح في مواجهة مرض خطير.»

### الاشتباه الطبى

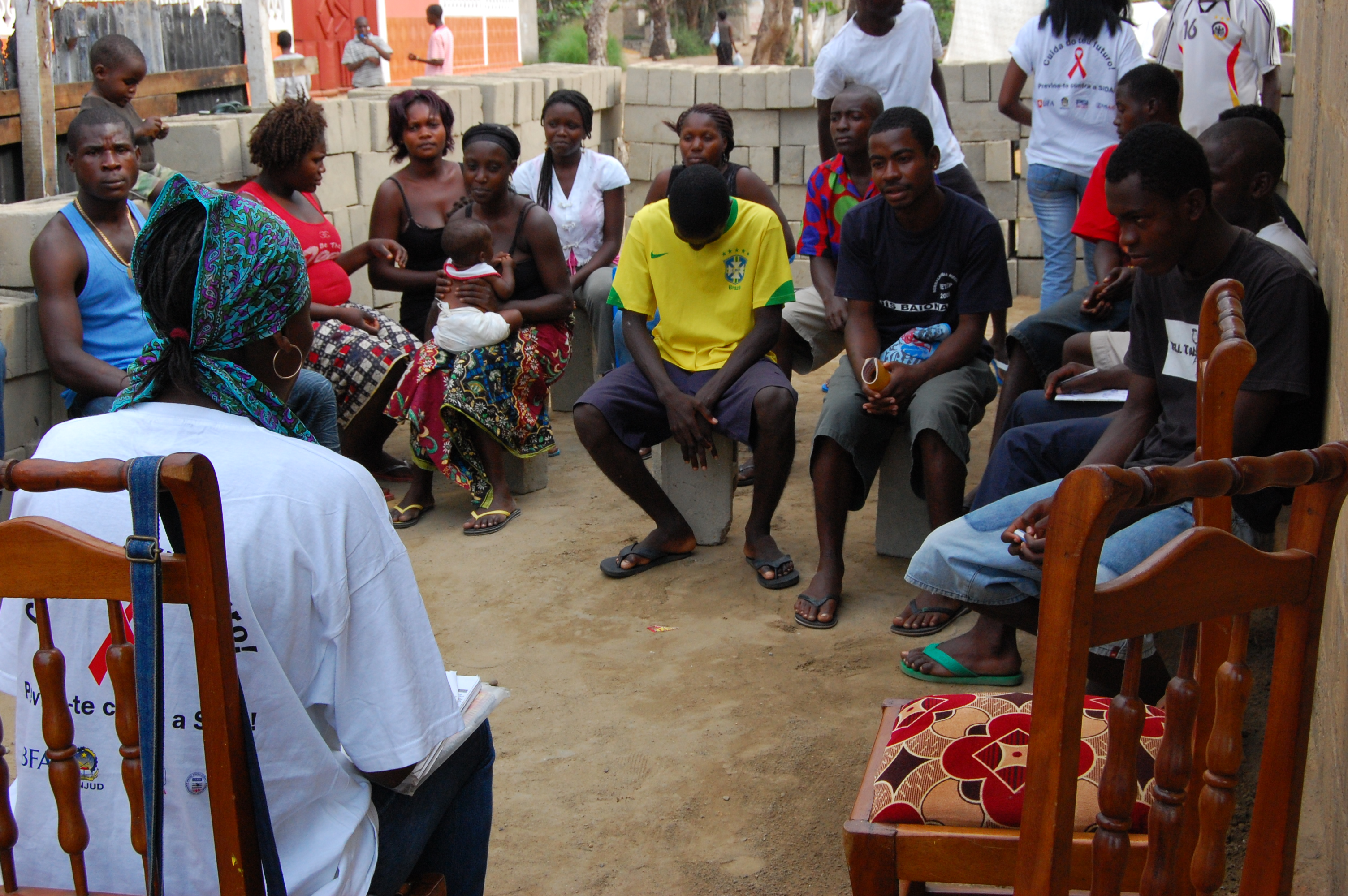
جلسة توعية ضد فيروس نقص المناعة المكتسب في أنغولا..

هناك مستويات عالية من الاشتباه الطبي في جميع أنحاء إفريقيا، وهناك أدلة على أن هذا الاشتباه قد يكون لها تأثير كبير على الاستفادة من الخدمات الطبية. انعدام الثقة في الطب الحديث قد يرتبط أحيانا بنظرية «المؤامرة الغربية»  التعقيم الشامل أو الحد من عدد السكان، وربما إشراك الممارسين الطبيين من البلادالغربية.

### صناعة الادوية
الدول الإفريقية أيضا لا تزال تقاتل ضد ما يعتبرونه ممارسات غير عادلة في مجال الصناعات الدوائية الدولية. تتم التجارب الطبية في إفريقيا في العديد من الأدوية المختلفه، وما أن يتم ذلك تظل هناك صعوبة في الحصول على الدواء. حيث أن شركات الأدوية تعمل على تقييد إنتاج بدائل لادوية مختلفة تقوم بمناقسة استثماراتها، وكذلك منعت براءات الاختراع لادوية جديدة أو القيام باى بحوثات لتوفير بدائل باسعار معقولة. فهم يصرون على ان يتم شراء الادوية من خلالهم فقط.
علماء في جنوب إفريقيا في جهد مشترك مع العلماء الأميركيين مؤخرا وجدو فاعلية لجل مهبلي مضاد للفيروسات والتي يمكن أن تستخدم كوقاية قبل التعرض للمرض . أجري اختبار هذا الجل في جامعة كوازولو ناتال في ديربان، جنوب إفريقيا. وقد أشارت حكومة جنوب افريقيا عن استعدادها لجعل الدواء متاح على نطاق واسع. وإدارة الاغذية والعقاقير في الولايات المتحدة في عملية مراجعة للموافقة على استخدام هذا العلاج في الولايات المتحدة. وقد أدى وباء الإيدز / فيروس نقص المناعة المكتسب إلى ارتفاع في تجارب طبية غير أخلاقية في إفريقيا
ومنذ أن أصبح المرض منتشرا بشكل كبير، قامت الحكومة في بعض الاحيان بالتراخى في بعض من قوانينها من أجل الحصول على بعض الابحاث التي قد تساهم في حل تلك الازمة. ومع ذلك، المنظمات العالمية مثل مؤسسة كلينتون، تعمل على خفض تكلفة الأدوية لفيروس نقص المناعة المكتسب / الإيدز في إفريقيا وأماكن أخرى. على سبيل المثال، البرنامج الذي خفض تكلفة أدوية الأطفال بفيروس نقص المناعة المكتسب / الإيدز بنسبة تتراوح بين 80 و 92 في المئة من خلال العمل مع الشركات المصنعة لخفض تكاليف الإنتاج والتوزيع.

### عوامل سياسية
ان القادة الساسيين الافارقة يقومون بنفى الصلة ما بين فيروس HIV انه المسبب الاساسى في احداث مرض الايدز / نقص المناعة المكتسب. ويعتبر المجتمع العلمي الأدلة التي تسبب فيروس نقص المناعة المكتسب / الإيدز أن تكون قاطعة وترفض الادعاءات الزائفة القائمة على نظريات المؤامرة والمنطق الخاطئ وتحريف البيانات العلمية.

### عوامل دينية
وقد أدى الضغط من رجال الدين المسيحي والإسلامي في حظر عدد من الحملات التي تشجع الجنس الآمن، بما في ذلك الواقي الذكري في كينيا.

## تقديم الرعاية الصحية
كثير من الناس الذين يعيشون بفيروس نقص المناعة المكتسب في البلدان المنخفضة والمتوسطة الدخل يحتاجون إلى العلاج المضاد للفيروسات وهم غير قادرين على الوصول أو إلى مكان الرعاية الصحية أو حتى البقاء لمدة طويلة فيها لتلقى العلاج، وذلك بسبب المسافة الكبيرة بينهم وبين أماكن تلقى العلاج بالإضافة إلى العدد القليل من الاطباء والمتخصصين. ولتحسين ذلك الأمر يجب توافر مضاد الفيروسات بالقرب من المصابين بالمرض، وعند توفير ذلك وجد أنه توفى عدد أقل من المرضى بسبب توفير العلاج بالقرب من بيوتهم.

## حساب المصابون بالمرض

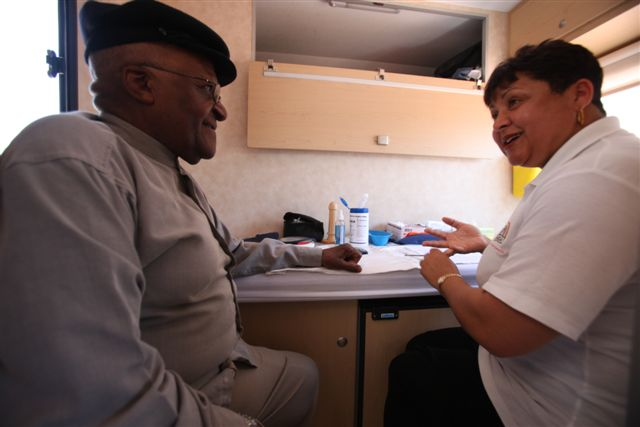
رئيس الأساقفة ديزموند توتو يحصل على اختبار فيروس نقص المناعة البشرية.

يقاس عدد الإصابات الجديدة، عادة في العام السابق. ليس هناك طريقة عملية موثوقة لتقييم الإصابة في جنوب الصحراء الكبرى بإفريقيا. يستخدم انتشار المرض في النساء الحوامل من 15-24 سنة حيث يترددن على عيادات ما قبل الولادة في بعض الأحيان. والاختبار المستخد لقياس انتشار المرض اختبار الدم لوجود فيروس نقص المناعة المكتسب من عدمه.
الوحدات الصحية نادرا ما تعمل في المجتمعات الريفية النائية، والبيانات التي تم جمعها أيضا لا تقيس عدد المرضى الذين يسعون للرعاية بشكل دقيق، وتقوم بعض الدراسات بجمع البيانات من كلا الجنسين، والنساء الحوامل وغير الحوامل، والمناطق الريفية والحضرية، ولكن هذه الطريقة أيضا ليست مثالية، فبعد الناس يخشون أن يشاركو في تلك الدراسة خوفا من أن يعلمو انهم مصابين بفيروس الايدز. وبالتالي، قد يكون هناك تفاوتات كبيرة بين الأرقام الرسمية وانتشار فيروس نقص المناعة المكتسب الفعلي في بعض البلدان.
وهناك أقلية من العلماء يدعون أن ما يصل إلى 40 في المئة من حالات العدوى بفيروس الإيدز بين البالغين الأفارقة قد تكون ناجمة عن الممارسات الطبية غير الآمنة بدلا من النشاط الجنسي. تنص منظمة الصحة العالمية أن حوالي 2.5٪ من العدوى بفيروس نقص المناعة البشرية في جنوب الصحراء الكبرى بإفريقيا سببها ممارسات الحقن الغير امنة و«الأغلبية الساحقة» من قبل الجنس بدون وقاية.

## الانتشار الإقليمى
وعلى النقيض من المناطق في شمال إفريقيا والقرن الإفريقي والثقافات والأديان التقليدية في كثير من دول إفريقيا جنوب الصحراء الكبرى، فقد عرضت موقفا أكثر ليبرالية تجاة النشاط الجنسي خارج نطاق الزواج. ويشمل ممارسات مثل تعدد الشركاء الجنسيين والجنس دون وقاية، وأنماط ثقافية عالية المخاطر التي قد تورطت في انتشار أكبر بكثير من فيروس نقص المناعة المكتسب في شبه القارة الهندية.

### شمال إفريقيا
ازداد معدل انتشار فيروس نقص المناعة المكتسب في المغرب من أقل من 0.1 في المئة في عام 2001 إلى 0.2 في المئة في عام 2011.
| الدول   | الأعمار ما بين 15–49, 2014 | الأعمار ما بين 15–49, 2001 | عدد الأحياء من مرضى الايدز، 2014 | عدد الأحياء من مرضى الايدز، 2001 | عدد الوفيات في عام، 2014 | عدد الوفيات في عام، 2001 | الإصابات الجديدة بمرض الايدز عام، 2011 | الاصابات الجديدة بمرض الايدز في عام، 2001 |
| ------- | -------------------------- | -------------------------- | -------------------------------- | -------------------------------- | ------------------------ | ------------------------ | -------------------------------------- | ----------------------------------------- |
| الجزائر | <0.1%                      | <0.1%                      | 2,500-25,000                     | غير موجود                        | <1,000-1,500             | <100-<500                | غير موجود                              | غير موجود                                 |
| مصر     | <0.1%                      | <0.1%                      | 5,800-14,000                     | 9,100                            | <500                     | <500                     | غير موجود                              | غير موجود                                 |
| ليبيا   | غير موجود                  | غير موجود                  | غير موجود                        | غير موجود                        | غير موجود                | غير موجود                | غير موجود                              | غير موجود                                 |
| المغرب  | 0.1%                       | <0.1%                      | 30,000                           | 12,000                           | 1,200                    | <1,000                   | غير موجود                              | غير موجود                                 |
| السودان | 0.2%                       | 0.5%                       | 53,000                           | غير موجود                        | 2,900                    | 6,000                    | غير موجود                              | غير موجود                                 |
| تونس    | <0.1%                      | <0.1%                      | 2,700                            | <1,000                           | <100                     | <100                     | غير موجود                              | غير موجود                                 |

### القرن الإفريقي
كما هو الحال مع شمال إفريقيا، معدلات الإصابة بفيروس نقص المناعة المكتسب في القرن الإفريقي عموما منخفضة جدا. ويعزى ذلك إلى طبيعة المسلمين في العديد من المجتمعات المحلية والتمسك بالأخلاق الإسلامية.
وانخفض معدل انتشار فيروس نقص المناعة المكتسب في إثيوبيا من 3.6 في المئة في عام 2001 إلى 1.4 في المئة في عام 2011. وانخفضت الإصابات الجديدة من 130,000 في عام 2001 إلى 24000 عام 2011.
| الدول   | الأعمار ما بين 15–49, 2011 | الأعمار ما بين 15–49, 2001 | عدد الأحياء المصابين بمرض الايدز , 2011 | عدد الأحياء المصابين بمرض الايدز , 2001 | الوفيات في عام، 2011 | الوفيات في عام، 2001 | الإصابات الجديدة بمرض الايدز في عام، 2011 | الاصابات الجديدة بمرض الايدز في عام، 2001 |
| ------- | -------------------------- | -------------------------- | --------------------------------------- | --------------------------------------- | -------------------- | -------------------- | ----------------------------------------- | ----------------------------------------- |
| جيبوتي  | 1.4%                       | 2.7%                       | 9,200                                   | 12,000                                  | <1,000               | 1,000                | <1,000                                    | 1,300                                     |
| إريتريا | 0.6%                       | 1.1%                       | 23,000                                  | 23,000                                  | 1,400                | 1,500                | غير موجود                                 | غير موجود                                 |
| أثيوبيا | 1.4%                       | 3.6%                       | 790,000                                 | 1,300,000                               | 54,000               | 100,000              | 24,000                                    | 130,000                                   |
| الصومال | 0.7%                       | 0.8%                       | 35,000                                  | 34,000                                  | 3,100                | 2,800                | غير موجود                                 | غير موجود                                 |

### وسط إفريقيا
معدلات الإصابة بفيروس نقص المناعة المكسب في إفريقيا الوسطى من المتوسط إلى الأعلى في معدلات الإصابة.
| الدول                        | الأعمار ما بين 15–49, 2011 | الاعمار ما بين 15–49, 2001 | عدد الأحياء المصابين بمرض الايدز , 2011 | عدد الأحياء المصابين بمرض الايدز , 2001 | الوفيات في عام، 2011 | الوفيات في عام، 2001 | الاصابات الجديدة بمرض الايدز في عام، 2011 | الاصابات الجديدة بمرض الايدز في عام، 2001 |
| ---------------------------- | -------------------------- | -------------------------- | --------------------------------------- | --------------------------------------- | -------------------- | -------------------- | ----------------------------------------- | ----------------------------------------- |
| أنغولا                       | 2.1%                       | 1.7%                       | 230,000                                 | 130,000                                 | 12,000               | 8,200                | 23,000                                    | 20,000                                    |
| الكاميرون                    | 4.6%                       | 5.1%                       | 550,000                                 | 450,000                                 | 34,000               | 28,000               | 43,000                                    | 57,000                                    |
| جمهورية إفريقيا الوسطى       | 4.6%                       | 8.1%                       | 130,000                                 | 170,000                                 | 10,000               | 16,000               | 8,200                                     | 15,000                                    |
| تشاد                         | 3.1%                       | 3.7%                       | 210,000                                 | 170,000                                 | 12,000               | 13,000               | غير موجود                                 | غير موجود                                 |
| جمهورية الكونغو              | 3.3%                       | 3.8%                       | 83,000                                  | 74,000                                  | 4,600                | 6,900                | 7,900                                     | 7,200                                     |
| جمهورية الكونغو الديموقراطية | 1.2%-1.6%                  | غير موجود                  | 430,000-560,000                         | not available                           | 26,000-40,000 (2009) | غير موجود            | غير موجود                                 | غير موجود                                 |
| غينيا الإستوائية             | 4.7%                       | 2.5%                       | 20,000                                  | 7,900                                   | <1,000               | <500                 | غير موجود                                 | غير موجود                                 |
| الغابون                      | 5.0%                       | 5.2%                       | 46,000                                  | 35,000                                  | 2,500                | 2,100                | 3,000                                     | 4,900                                     |
| ساو تومي وبرينسيبي           | 1.0%                       | 0.9%                       | <1,000                                  | <1,000                                  | <100                 | <100                 | غير موجود                                 | غير موجود                                 |

### إفريقيا الشرقية

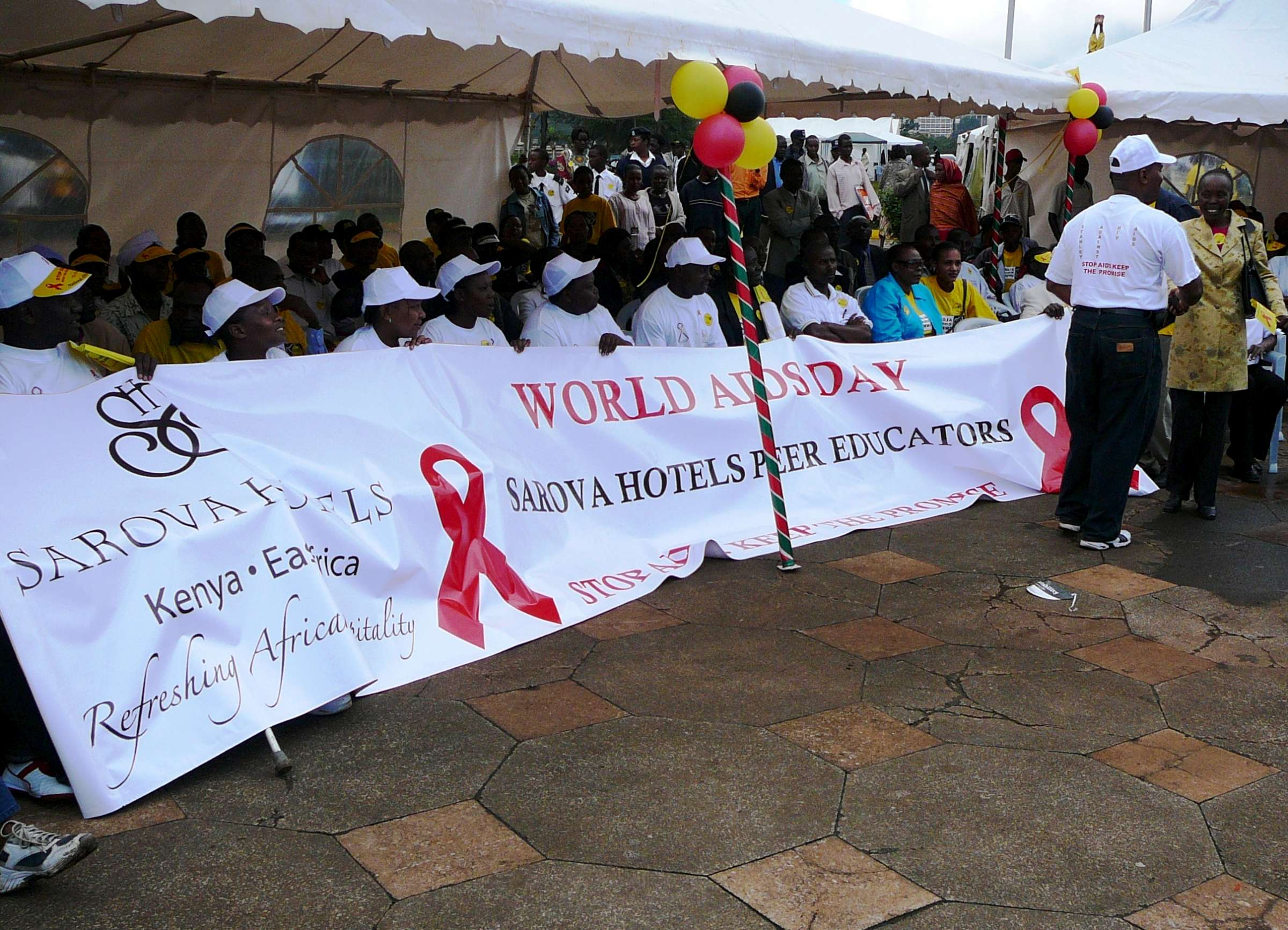
جانب من اليوم العالمي للإيدز عام 2006 في كينيا.

معدلات الإصابة بفيروس نقص المناعة المكتسب في شرق إفريقيا من المتوسط إلى الاعلى الاصابات في إفريقيا.

### كينيا
وفقا لتقرير صادر عن برنامج الأمم المتحدة المشترك المعني بفيروس نقص المناعة المكتسب / الإيدز عام 2008، كان ثالث أكبر عدد من الأفراد في إفريقيا جنوب الصحراء الكبرى الذين يعيشون مع فيروس نقص المناعة المكتسب. وكان أيضا أعلى معدل انتشار في أي بلد خارج جنوب إفريقيا. انخفض معدل الإصابة بفيروس نقص المناعة البشرية في كينيا من نحو 14 في المئة في منتصف 1990 إلى 5 في المئة في عام 2006، ولكن ارتفع مرة أخرى إلى 6.2 في المئة بحلول عام 2011. ومع ذلك، انخفض بنحو 30 في المئة، من 140,000 في عام 2001 إلى 100,000 في عام 2011.
اعتبارا من عام 2012، كان لمحافظة نيانزا أعلى معدل انتشار فيروس نقص المناعة المكتسب في 13.9 في المئة، مع المقاطعة الشمالية الشرقية لديها أدنى معدل عند 0.9 في المئة.
وكان معدل الإصابة في المسحيين من الرجال والنساء أعلى من نظرائهم المسلمين. وقد تميز هذا التناقض خصوصا بين النساء، مع النساء المسلمات تظهر بمعدل 2.8 في المئة مقابل 8.4 في المئة بين النساء البروتستانتية و 8 في المئة بين النساء الكاثوليكية. وكان فيروس نقص المناعة المكتسب أيضا أكثر شيوعا في الدول الأكثر ثراء من الدول الفقيرة (7.2 في المئة مقابل 4.6 في المئة).
تاريخيا، كان فيروس نقص المناعة المكتسب أكثر انتشارا في المناطق الحضرية من المناطق الريفية، على الرغم من أن الفجوة تضيق بسرعة. الرجال في المناطق الريفية الآن أكثر عرضة للإصابة بفيروس نقص المناعة البشرية (عند 4.5 في المئة) من تلك الموجودة في المناطق الحضرية (3.7 في المئة).

### تنزانيا
بين عامي 2004 و 2008، معدل الإصابة بفيروس نقص المناعة المكتسب في تنزانيا للأعمار 15-44 تباطأ إلى 3.37 في 1000 شخص سنويا (4.42 للنساء و 2.36 للرجال). ارتفع عدد المصابين الجدد سنويا قليلا، من 140,000 في عام 2001 إلى 150,000 في عام 2011. وكانت هناك حالات أقل في زنجبار، الذي كان في عام 2011 معدل انتشار 1.0 في المئة مقارنة مع 5.3 في المئة في البر الرئيسى تنزانيا.

### أوغند
وقد سجلت أوغندا انخفاض تدريجي في معدلات الإصابة بالفيروس في الفترة من 10.6 في المئة في عام 1997، ليستقر 6,5-7,2 في المئة منذ عام 2001. وقد يعزى ذلك إلى تغيير الأنماط السلوكية المحلية، مع استخدام وسائل منع الحمل وكذلك عددا أقل من الناس الذين يعبرون عن لقاءات جنسية عابرة وشركاء متعددين.
ومع ذلك، فقد ارتفع عدد المصابين الجدد سنويا بنسبة تزيد على 50 في المئة، من 99,000 في عام 2001 إلى 150,000 في عام 2011. أكثر من 40 في المئة من الإصابات الجديدة هي من بين المتزوجين،
| الدول        | الأعمار ما بين 15–49, 2011 | الأعمار ما بين 15–49, 2001 | عدد الأحياء المصابين بمرض الايدز في عام , 2011 | عدد الاحياء المصابين بمرض الايدز في عام , 2001 | الوفيات في عام، 2011 | الوفيات في عام، 2001 | الاصابات الجديدة بمرض الايدز في عام، 2011 | الاصابات الجديدة بمرض الايدز في عام، 2001 |
| ------------ | -------------------------- | -------------------------- | ---------------------------------------------- | ---------------------------------------------- | -------------------- | -------------------- | ----------------------------------------- | ----------------------------------------- |
| بوروندي      | 1.3%                       | 3.5%                       | 80,000                                         | 130,000                                        | 5,800                | 13,000               | 3,000                                     | 6,900                                     |
| جزر القمر    | 0.1%                       | <0.1%                      | <500                                           | <100                                           | <100                 | <100                 | غير متواجد                                | غير متواجد                                |
| كينيا        | 6.2%                       | 8.5%                       | 1,600,000                                      | 1,600,000                                      | 62,000               | 130,000              | 100,000                                   | 140,000                                   |
| مدغشقر       | 0.3%                       | 0.3%                       | 34,000                                         | 22,000                                         | 2,600                | 1,500                | غير متواجد                                | غير متواجد                                |
| موريشيوس     | 1.0%                       | 0.9%                       | 7,400                                          | 6,600                                          | <1,000               | <500                 | غير متواجد                                | غير متواجد                                |
| مايوت        | غير متواجد                 | غير متواجد                 | غير متواجد                                     | غير متواجد                                     | غير متواجد           | غير متواجد           | غير متواجد                                | غير متواجد                                |
| لقاء         | غير متواجد                 | غير متواجد                 | غير متواجد                                     | غير متواجد                                     | غير متواجد           | غير متواجد           | غير متواجد                                | غير متواجد                                |
| رواندا       | 2.9%                       | 4.1%                       | 210,000                                        | 220,000                                        | 6,400                | 21,000               | 10,000                                    | 19,000                                    |
| سيشيل        | غير متواجد                 | غير متواجد                 | غير متواجد                                     | غير متواجد                                     | غير متواجد           | غير متواجد           | غير متواجد                                | غير متواجد                                |
| جنوب السودان | 3.1%                       | غير متواجد                 | 150,000                                        | غير متواجد                                     | 11,000               | غير متواجد           | غير متواجد                                | غير متواجد                                |
| تنزانيا      | 5.1%                       | 7.2%                       | 1,600,000                                      | 1,400,000                                      | 84,000               | 130,000              | 150,000                                   | 140,000                                   |
| أوغندا       | 7.2%                       | 6.9%                       | 1,400,000                                      | 990,000                                        | 62,000               | 100,000              | 150,000                                   | 99,000                                    |

### غرب إفريقيا
غرب إفريقيا عموما المستويات معتدلة من لإصابة ب HIV-1 و HIV-2. بداية وباء فيروس نقص المناعة المكتسب في المنطقة بدأت في عام 1985 مع الحالات المبلغ عنها في بنين، مالي، ونيجيريا. وتلت هذه في عام 1986 من بوركينا فاسو، كوت ديفوار، غانا، ليبيريا، والسنغال. وقد بدأ الوباء في النيجر، سيراليون، وتوغو في 1987؛ في غامبيا، وغينيا، وغينيا بيساو في 1989؛ وفي الرأس الأخضر في عام 1990.
انتشار فيروس نقص المناعة المكتسب في غرب إفريقيا هو أدنى مستوى في السنغال وأعلى في نيجيريا، والتي لديها ثاني أكبر عدد من الناس الذين يعيشون مع فيروس نقص المناعة المكتسب في إفريقيا بعد جنوب إفريقيا. معدل الإصابة في نيجيريا (عدد المرضى بالنسبة إلى مجموع السكان)، ومع ذلك، هو أقل بكثير (3.7 في المئة) مقارنة مع (17.3 في المئة) في جنوب إفريقيا.
المحرك الرئيسي للعدوى في المنطقة هو في تجارة الجنس. في العاصمة الغانية أكرا، على سبيل المثال، تم اصابة 80 في المئة من الشباب بالفيروس من النساء الذين يمارسون الجنس لكسب الرزق . في النيجر في عام 2011، كان معدل انتشار فيروس نقص المناعة المكتسب للأعمار 15-49 0.8 في المئة في حين العاملات بالجنس كان 36 في المئة.
| الدول        | الأعمار ما بين 15–49, 2011 | الأعمار ما بين 15–49, 2001 | عدد الأحياء المصابين بمرض الايدز في عام living , 2011 | عدد الاحياء المصابين بمرض الايدز في عام , 2001 | عدد الوفيات عام، 2011 | عدد الوفيات عام، 2001 | الاصابات الجديدة بمرض الايدز عام، 2011 | الاصابات الجديدة بمرض الايدز عام، 2001 |
| ------------ | -------------------------- | -------------------------- | ----------------------------------------------------- | ---------------------------------------------- | --------------------- | --------------------- | -------------------------------------- | -------------------------------------- |
| بنين         | 1.2%                       | 1.7%                       | 64,000                                                | 66,000                                         | 2,800                 | 6,400                 | 4,900                                  | 5,300                                  |
| بوركينا فاسو | 1.1%                       | 2.1%                       | 120,000                                               | 150,000                                        | 6,800                 | 15,000                | 7,100                                  | 13,000                                 |
| الرأس الأخضر | 1.0%                       | 1.0%                       | 3,300                                                 | 2,700                                          | <200                  | <500                  | غير متواجد                             | غير متواجد                             |
| ساحل العاج   | 3.0%                       | 6.2%                       | 360,000                                               | 560,000                                        | 23,000                | 50,000                | غير متواجد                             | غير متواجد                             |
| غامبيا       | 1.5%                       | 0.8%                       | 14,000                                                | 5,700                                          | <1,000                | <500                  | 1,300                                  | 1,200                                  |
| غانا         | 1.5%                       | 2.2%                       | 230,000                                               | 250,000                                        | 15,000                | 18,000                | 13,000                                 | 28,000                                 |
| غينيا        | 1.4%                       | 1.5%                       | 85,000                                                | 72,000                                         | 4,000                 | 5,100                 | غير متواجد                             | غير متواجد                             |
| غينيا بيساو  | 2.5%                       | 1.4%                       | 24,000                                                | 9,800                                          | <1,000                | <1,000                | 2,900                                  | 1,800                                  |
| ليبيريا      | 1.0%                       | 2.5%                       | 25,000                                                | 39,000                                         | 2,300                 | 2,500                 | غير متواجد                             | غير متواجد                             |
| مالي         | 1.1%                       | 1.6%                       | 110,000                                               | 110,000                                        | 6,600                 | 9,700                 | 8,600                                  | 12,000                                 |
| موريتانيا    | 1.1%                       | 0.6%                       | 24,000                                                | 10,000                                         | 1,500                 | <1,000                | غير متواجد                             | غير متواجد                             |
| النيجر       | 0.8%                       | 0.8%                       | 65,000                                                | 45,000                                         | 4,000                 | 3,200                 | 6,400                                  | 6,200                                  |
| نيجيريا      | 3.7%                       | 3.7%                       | 3,400,000                                             | 2,500,000                                      | 210,000               | 150,000               | 340,000                                | 310,000                                |
| السنغال      | 0.7%                       | 0.5%                       | 53,000                                                | 24,000                                         | 1,600                 | 1,400                 | غير متواجد                             | غير متواجد                             |
| سيراليون     | 1.6%                       | 0.9%                       | 49,000                                                | 21,000                                         | 2,600                 | <1,000                | 3,900                                  | 4,500                                  |
| توغو         | 3.4%                       | 4.1%                       | 150,000                                               | 120,000                                        | 8,900                 | 8,100                 | 9,500                                  | 17,000                                 |

### جنوب إفريقيا

الرسوم البيانية من متوسط العمر المتوقع عند الولادة بالنسبة لبعض البلدان جنوب الصحراء تظهر سقوط في 1990 في المقام الأول بسبب وباء الإيدز.

في منتصف 1980، كان فيروس نقص المناعة المكتسب / الإيدز لم يسمع به في جنوب إفريقيا. ومع ذلك، فهى الآن المنطقة الأكثر تضررا في العالم. تسعة من البلدان في جنوب إفريقيا (بوتسوانا وليسوتو وملاوي وموزامبيق وناميبيا وجنوب إفريقيا وسوازيلاند وزامبيا، وزيمبابوي)، وتقدر أربعة من تلك الدول أن يكون معدل الإصابة أكثر من 15 في المئة.
وفي بوتسوانا، قد انخفض عدد المصابين الجدد سنويا بنسبة 67 في المئة، من 27000 في عام 2001 إلى 9,000 في عام 2011. وفي ملاوي، انخفض من 54 في المئة، من 100,000 في عام 2001 إلى 46000 في عام 2011. وأيضا انخفاضات كبيرة في (ناميبيا، 62 في المئة، زامبيا، 54 في المئة، زيمبابوي، 47 في المئة، جنوب إفريقيا، 38 في المئة، سوازيلاند، 32 في المئة). وظل العدد تقريبا نفس الشيء في ليسوتو وموزمبيق.
وكانت أول حالة مرضية في زيمبابوي من فيروس نقص المناعة المكتسب في عام 1985.
ووجدت دراسة أجريت عام 2008 في بوتسوانا وناميبيا وسوازيلاند أن عنف الزوج، والفقر المدقع، والتعليم، والتفاوت في الدخل سبب قوى للمرض بفيروس نقص المناعة البشري بين البالغين الذين تتراوح أعمارهم بين 15-29 سنة. بين الشابات مع أي واحد من هذه العوامل، ارتفع معدل فيروس نقص المناعة البشرية من 7.7 في المئة مع عدم وجود عوامل إلى 17.1 في المئة. وكانت حوالي 26٪ من الشابات مصابة بهذا الفيروس،
معظم حالات العدوى بفيروس نقص المناعة المكتسب عثر عليها في جنوب إفريقيا HIV-1، عدوى فيروس نقص المناعة المكتسب الأكثر شيوعا في العالم. انها تسود في كل مكان باستثناء غرب إفريقيا، حيث HIV-2 هو أكثر تواترا.
| الدول        | الأعمار ما بين 15–49, 2011 | الأعمار ما بين 15–49, 2001 | عدد الاحياء المصابين بمرض الايدز عام living , 2011 | عدد الاحياء المصابين بمرض الايدز عام , 2001 | عدد الوفيات عام، 2011 | عدد الوفيات عام، 2001 | الاصابات الجديدة بمرض الايدز عام، 2011 | الاصابات الجديدة بمرض الايدز عام، 2001 |
| ------------ | -------------------------- | -------------------------- | -------------------------------------------------- | ------------------------------------------- | --------------------- | --------------------- | -------------------------------------- | -------------------------------------- |
| بوتسوانا     | 23.4%                      | 27.0%                      | 300,000                                            | 270,000                                     | 4,200                 | 18,000                | 9,000                                  | 27,000                                 |
| ليسوتو       | 23.3%                      | 23.4%                      | 320,000                                            | 250,000                                     | 14,000                | 15,000                | 26,000                                 | 26,000                                 |
| ملاوي        | 10.0%                      | 13.8%                      | 910,000                                            | 860,000                                     | 44,000                | 63,000                | 46,000                                 | 100,000                                |
| موزمبيق      | 11.3%                      | 9.7%                       | 1,400,000                                          | 850,000                                     | 74,000                | 46,000                | 130,000                                | 140,000                                |
| ناميبيا      | 13.4%                      | 15.5%                      | 190,000                                            | 160,000                                     | 5,200                 | 8,600                 | 8,800                                  | 23,000                                 |
| جنوب إفريقيا | 17.3%                      | 15.9%                      | 5,600,000                                          | 4,400,000                                   | 270,000               | 210,000               | 380,000                                | 610,000                                |
| سوازيلاند    | 26.0%                      | 22.2%                      | 190,000                                            | 120,000                                     | 6,800                 | 6,700                 | 13,000                                 | 19,000                                 |
| زامبيا       | 12.5%                      | 14.4%                      | 970,000                                            | 860,000                                     | 31,000                | 72,000                | 51,000                                 | 110,000                                |
| زيمبابوي     | 14.9%                      | 25.0%                      | 1,200,000                                          | 1,800,000                                   | 58,000                | 150,000               | 74,000                                 | 140,000                                |

### سوازيلاند
اعتبارا من عام 2011، كان معدل انتشار فيروس نقص المناعة البشرية في سوازيلاند أعلى المعدلات في العالم في 26.0 في المئة من الأشخاص الذين تتراوح أعمارهم بين 15-49.
إن الانتشار الكبير للمرض والوفيات المرتبطة بالإيدز يضعف قدرات الحكم لتقديم الخدمات، مع عواقب وخيمة على الأمن الغذائي والنمو الاقتصادي والتنمية البشرية. يقوض الإيدز قدرات الأفراد والأسر والمجتمعات والدولة على القيام بأدوارهم ومسؤولياتهم في المجتمع. وإذا لم يتم عكس الاتجاهات الحالية، والبقاء على قيد الحياة على المدى الطويل من سوازيلاند ستكون مهددة بشكل خطير.
وقد أدى وباء فيروس نقص المناعة المكتسب في سوازيلاند متوسط العمر المتوقع عند الولادة إلى 49 للرجال و 51 للنساء (استنادا إلى بيانات 2009). وكان متوسط العمر المتوقع عند الولادة في عام 1990 59 للرجال و 62 للنساء.
استنادا إلى بيانات عام 2011، كان معدل الوفيات الخام سوازيلاند من 19.51 لكل 1,000 شخص سنويا الثالث أعلى المعدلات في العالم، وراء فقط ليسوتو وسيراليون. تسبب فيروس نقص المناعة المكتسب / الإيدز في عام 2002 64 في المئة من جميع حالات الوفاة في البلاد.

## عدوى السل بسبب فيروس الايدز

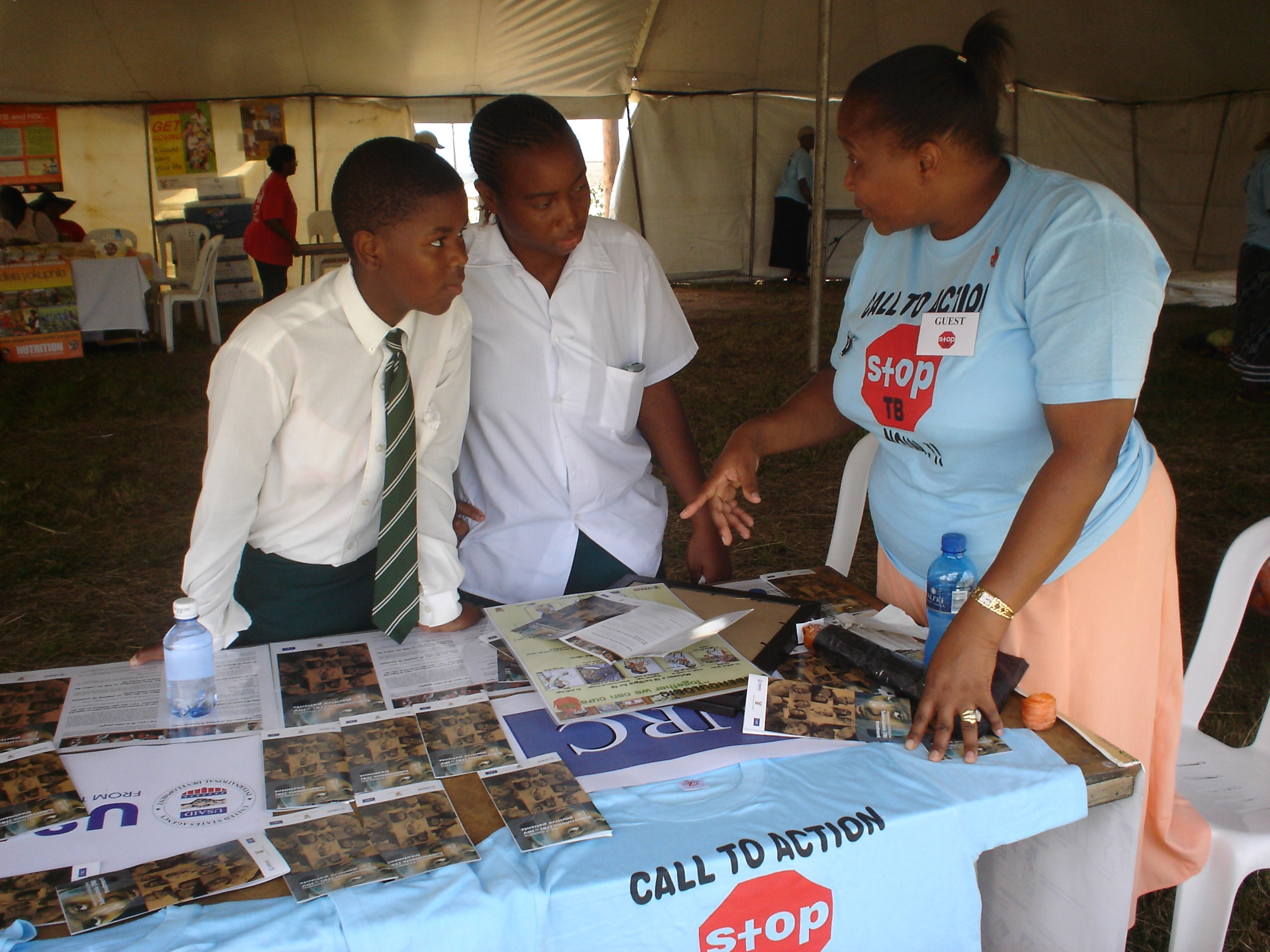
ورشة عمل حول فيروس نقص المناعة البشرية / الإيدز، والسل في جنوب إفريقيا.

وتسبب الكثير من فداحة هذا الوباء في إفريقيا جنوب الصحراء الكبرى من خلال تضافر الجهود بين الفيروسين (فيروس نقص المناعة المكتسب والسل)، حيث ما يلبس الإنسان ان يصاب بالايدز إلى ان يلحقة سريعا السل. حيث يرتبط السل وفيروس نقص المناعة المكتسب في التحديات التشخيصية والعلاجية الخاصة وتشكل عبئا هائلا على أنظمة الرعاية الصحية في البلدان المصابة بشدة مثل إثيوبيا. وفي كثير من البلدان التي تعانى من النقص في الموارد، فإن معدل حالات السل زاد 09:55 أضعاف منذ الإصابة بفيروس نقص المناعة المكتسب. بدون العلاج المناسب، يقدر أن 90 في المئة من الأشخاص الذين يعيشون مع فيروس نقص المناعة المكتسب تموت في غضون أشهر بعد الإصابة بمرض السل.
قتل ما يقدر بنحو 874,000 شخص في إفريقيا جنوب الصحراء يعيشون مع كل من فيروس نقص المناعة المكتسب والسل في عام 2011، مع 330,000 في جنوب إفريقيا، 83,000 في موزامبيق، 50,000 في نيجيريا، 47,000 في كينيا، و46،000 في زيمبابوي. من حيث حالة لكل 100,000 من السكان، ومعدل سوازيلاند من 1010 حتى الآن وهو أعلى مستوى في عام 2011. في 20 بلدا التالية، زاد معدل العدوى في حالات لكل 100,000 لا يقل عن 20 في المئة بين عامي 2000 و 2011: الجزائر، أنغولا، تشاد، جزر القمر، جمهورية الكونغو، جمهورية الكونغو الديمقراطية، غينيا الاستوائية، غامبيا، ليسوتو، ليبيريا، موريتانيا، موريشيوس، المغرب، موزمبيق، السنغال، سيراليون، جنوب إفريقيا، سوازيلاند، توغو، وتونس.
ومع ذلك، منذ عام 2004، فقد انخفضت الوفيات الناجمة عن السل بين الأشخاص الذين يعيشون مع فيروس نقص المناعة المكتسب بنسبة 28 في المائة في إفريقيا جنوب الصحراء الكبرى، التي تعد موطنا لحوالي 80 في المئة من الناس في جميع أنحاء العالم الذين يعيشون مع كلا المرضين.
| الدول                        | الإصابة بمرض الايدز والسل، حالة لكل 100.000 من السكان عام 2011 | الإصابة بمرض الايدز والسل، 2011 | الإصابة بمرض الايدز والسل عام، حالة لكل 100.000 من السكان عام، 2000 | الإصابة بمرض الايدز والسل عام، , 2000 |
| ---------------------------- | -------------------------------------------------------------- | ------------------------------- | ------------------------------------------------------------------- | ------------------------------------- |
| شمال إفريقيا                 |                                                                |                                 |                                                                     |                                       |
| الجزائر                      | 1                                                              | 360                             | 0.3                                                                 | 100                                   |
| مصر                          | <0.1                                                           | 43                              | <0.1                                                                | 56                                    |
| ليبيا                        | 3.4                                                            | 220                             | غير متواجد                                                          | غير متواجد                            |
| المغرب                       | 0.9                                                            | 300                             | 0.4                                                                 | 110                                   |
| سودان                        | 8.2                                                            | 2,800                           | 9.3                                                                 | 3,200                                 |
| تونس                         | 0.6                                                            | 66                              | 0.6                                                                 | 53                                    |
| القرن الافريقي               |                                                                |                                 |                                                                     |                                       |
| جيبوتي                       | 63                                                             | 570                             | 86                                                                  | 730                                   |
| إريتريا                      | 8.2                                                            | 440                             | 20                                                                  | 750                                   |
| أثيوبيا                      | 45                                                             | 38,000                          | 141                                                                 | 93,000                                |
| الصومال                      | 22                                                             | 2,100                           | 27                                                                  | 2,000                                 |
| افريقيا الوسطى               |                                                                |                                 |                                                                     |                                       |
| أنغولا                       | 43                                                             | 8,500                           | 44                                                                  | 6,100                                 |
| الكاميرون                    | 93                                                             | 19,000                          | 130                                                                 | 20,000                                |
| جمهورية إفريقيا الوسطى       | 159                                                            | 7,100                           | 591                                                                 | 22,000                                |
| تشاد                         | 45                                                             | 5,200                           | 51                                                                  | 4,200                                 |
| جمهورية الكونغو              | 119                                                            | 4,900                           | 126                                                                 | 3,900                                 |
| جمهورية الكونغو الديموقراطية | 49                                                             | 34,000                          | 57                                                                  | 28,000                                |
| غينيا الإستوائية             | 52                                                             | 370                             | 47                                                                  | 250                                   |
| الغابون                      | 185                                                            | 2,800                           | 203                                                                 | 2,500                                 |
| ساو تومي وبرينسيبي           | 9                                                              | 15                              | 9.7                                                                 | 14                                    |
| شرق إفريقيا                  |                                                                |                                 |                                                                     |                                       |
| بوروندي                      | 30                                                             | 2,600                           | 121                                                                 | 7,700                                 |
| جزر القمر                    | 1.4                                                            | 11                              | 0                                                                   | <10                                   |
| كينيا                        | 113                                                            | 47,000                          | 149                                                                 | 47,000                                |
| مدغشقر                       | 0.6                                                            | 130                             | 0.8                                                                 | 120                                   |
| موريشيوس                     | 1.6                                                            | 21                              | 1.1                                                                 | 13                                    |
| مايوت                        | غير متواجد                                                     | غير متواجد                      | غير متواجد                                                          | غير متواجد                            |
| لقاء                         | غير متواجد                                                     | غير متواجد                      | غير متواجد                                                          | غير متواجد                            |
| رواندا                       | 27                                                             | 2,900                           | 141                                                                 | 11,000                                |
| سيشيل                        | 5.8                                                            | <10                             | غير متواجد                                                          | غير متواجد                            |
| جنوب السودان                 | غير متواجد                                                     | غير متواجد                      | غير متواجد                                                          | غير متواجد                            |
| تنزانيا                      | 65                                                             | 30,000                          | 106                                                                 | 36,000                                |
| أوغندا                       | 102                                                            | 35,000                          | 244                                                                 | 59,000                                |
| غرب إفريقيا                  |                                                                |                                 |                                                                     |                                       |
| بنين                         | 12                                                             | 1,100                           | 20                                                                  | 1,300                                 |
| بوركينا فاسو                 | 9.5                                                            | 1,600                           | 22                                                                  | 2,700                                 |
| الرأس الأخضر                 | 19                                                             | 97                              | 19                                                                  | 84                                    |
| ساحل العاج                   | 50                                                             | 10,000                          | 155                                                                 | 26,000                                |
| غامبيا                       | 45                                                             | 800                             | 18                                                                  | 230                                   |
| غانا                         | 18                                                             | 4,600                           | 47                                                                  | 9,000                                 |
| غينيا                        | 47                                                             | 4,800                           | 58                                                                  | 4,900                                 |
| غينيا بيساو                  | 99                                                             | 1,500                           | 25                                                                  | 310                                   |
| بيساو                        | 31                                                             | 1,300                           | 33                                                                  | 940                                   |
| مالي                         | 9.4                                                            | 1,500                           | 16                                                                  | 1,800                                 |
| موريتانيا                    | 43                                                             | 1,500                           | 21                                                                  | 550                                   |
| النيجر                       | 11                                                             | 1,700                           | 18                                                                  | 2,000                                 |
| نيجيريا                      | 30                                                             | 50,000                          | 42                                                                  | 52,000                                |
| السنغال                      | 14                                                             | 1,700                           | 7.9                                                                 | 750                                   |
| سيراليون                     | 64                                                             | 3,800                           | 20                                                                  | 810                                   |
| توغو                         | 16                                                             | 1,000                           | 18                                                                  | 840                                   |
| جنوب إفريقيا                 |                                                                |                                 |                                                                     |                                       |
| بوتسوانا                     | 292                                                            | 5,900                           | 611                                                                 | 11,000                                |
| ليسوتو                       | 481                                                            | 11,000                          | 425                                                                 | 8,300                                 |
| ملاوي                        | 114                                                            | 18,000                          | 324                                                                 | 36,000                                |
| موزمبيق                      | 347                                                            | 83,000                          | 279                                                                 | 51,000                                |
| ناميبيا                      | 359                                                            | 8,400                           | 787                                                                 | 15,000                                |
| جنوب إفريقيا                 | 650                                                            | 330,000                         | 317                                                                 | 140,000                               |
| سوازيلاند                    | 1,010                                                          | 12,000                          | 607                                                                 | 6,500                                 |
| زامبيا                       | 285                                                            | 38,000                          | 493                                                                 | 50,000                                |
| زيمبابوي                     | 360                                                            | 46,000                          | 666                                                                 | 83,000                                |